# Magdeburgs kanalbro

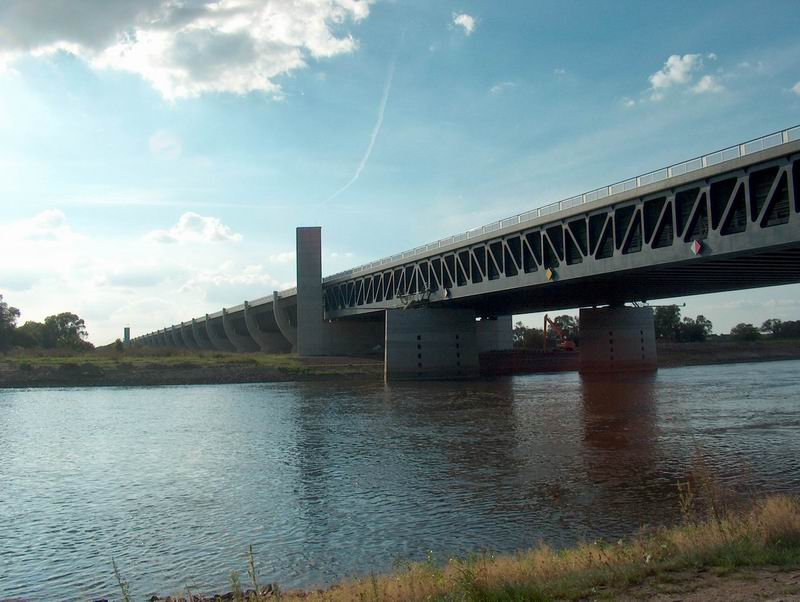
Kanalbron sedd från Elbes strand

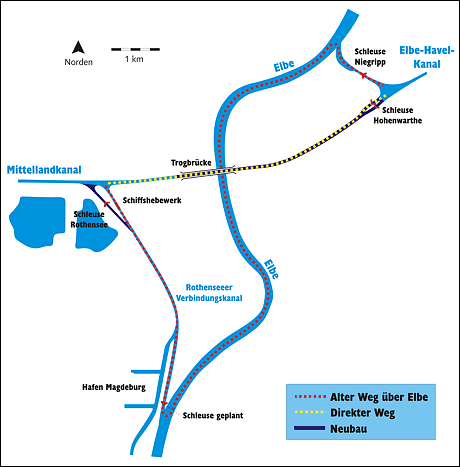
Karta som visar ny sträckning i gult och tidigare sträckning i rött

Magdeburgs kanalbro (tyska:Wasserstrassenkreuz Magdeburg) är en farbar akvedukt i Tyskland, som öppnades i oktober 2003. Den förbinder Elbe-Havelkanalen med Mittellandkanalen, genom att korsa floden Elbe. Kanalbron är världens längsta farbara akvedukt, med en total längd av 918 meter.
Tidigare låg Elbe-Havelkanelen och Mittellandkanalen på var sida Elbe vid Magdeburg och fartyg som skulle förflytta sig mellan kanalerna var tvungna att göra en omväg på 12 kilometer samt gå genom Niegripps sluss. Detta innebar både att trafiken åt ena hållet var tvungen att gå uppströms på Elbe, som inte sällan går med 4-5 knop samt att slussas.
Emellanåt har också Elbe haft lågt vattenstånd, vilket också har kunnat medföra att fullt lastade kanalpråmar har varit tvungna att göra en både tidskrävande och oekonomisk omlastning för att klara passagen.

## Historia
Kanalingenjörer började planera att samordna de två kanalerna redan 1919 och en etapp i detta projekt var Rothensee lyftverk som stod klar 1938, men resten av vattenvägens projekterade deletapper sköts upp på grund av andra världskriget. Kalla krigets splittrade Tyskland medförde att den dåvarande östtyska regeringen inte fann anledning att fortsätta projektet.
Tysklands återförening 1989 behovet av effektiv vattentransport gjorde kanalbron till ett proriterat projekt igen. Arbetet påbörjades under 1997, byggandet tog sex år och kostade 500 miljoner euro. Kanalbron ansluter nu Berlins inre hamnnätverk med hamnarna längs Rhen.

## Brofakta
Kanalbron korsar floden Elbe och är 918 meter lång, varav 690 meter över land och 228 meter över vatten. Bredden är 34 meter och vattendjupet 4,25 meter. Höjdspannet är 106 meter och frigången under bron är 90 meterx 6,25 meter. Bron började byggas 1998 och stod klar 2003. 
Konstruktionen krävde 24 000 ton stål och 68 000 kubikmeter betong.

## Slussar
Förutom kanalbron konstruerades en dubbelsluss för att nivåförflytta fartygen mellan Mittellandkanalen och Elbe-Havelkanalen. Dessutom byggdes en singelsluss vid Rothensee, för att komma till och från Magdeburgs hamn genom Elbes vattenväg. Denna singelsluss är parallell med Rothensees lyftverk och kan ta emot större fartyg än denna båtlyft.

## Brobesök
Kanalbron är öppen för besökare och har både parkering, cykel- och gångstråk och informativa skyltar med uppgifter om brons byggandet och dess historia. Själva bron är belägen utanför Hohenwarthe nära staden Magdeburg och är känd lokalt som Wasserstrassenkreuz Magdeburg.